# Anolis petersii
Anolis petersii es una especie de lagarto que pertenece a la familia Dactyloidae. Es nativo de México, Guatemala, y Honduras. Su rango altitudinal oscila entre 1340 y 1370 m s. n. m.